# Alfredo Prieto Bafalluy
Alfredo Manuel Prieto Bafalluy (Santiago, 1944) es un abogado, académico y político chileno, que se desempeñó como ministro de Educación Pública de su país, durante la dictadura militar del general Augusto Pinochet entre 1979 y 1982.

## Familia y estudios
Nació en Santiago de Chile en 1944, siendo el segundo de los tres hijos del matrimonio conformado por el dirigente del Partido Liberal (PL), Alfredo Prieto Urioste y de Elvira Bafalluy Vásquez. Era primo del economista y académico Ernesto Silva Bafalluy, quien fuera militante de la Unión Demócrata Independiente (UDI), y colaborador del régimen de Pinochet; y tío de uno de los hijos de este, Ernesto, quien fuera diputado de la República en representación del distrito n° 23 (Las Condes, Lo Barnechea y Vitacura) por dos periodos legislativos consecutivos, desde 2010 hasta 2018. Realizó sus estudios superiores en la carrera de derecho en la Pontificia Universidad Católica (PUC), titulándose como abogado en 1969.
Se casó con Ximena Arroyo Rodríguez, con quien tuvo cinco hijos: María Francisca, Alfredo Guillermo, Josefina, María Constanza y Ximena Bernardita.

## Carrera profesional y política
Tras ejercer libremente su profesión en el sector privado, se incorporó al ámbito público bajo la dictadura militar del general Augusto Pinochet, siendo nombrado el 1 de abril de 1976 como subsecretario de Educación Pública, puesto que ocupó hasta el 14 de diciembre de 1979, asumiendo a partir de esa fecha la titularidad de la repartición que dependía dicha subsecretaría de Estado, el Ministerio de Educación Pública.
En su calidad de ministro de Estado, actuó como director del Consejo Nacional de Televisión (CNTV). Además, en su gestión le correspondió participar en las principales metas que el régimen se propuso, entre ellas estaba el decentralizar la enseñanza básica y media, traspasándola a los municipios, y 'abrir la puerta' a las universidades privadas, así como también, obtener la subvención a los establecimientos gratuitos de enseñanza, establecida en 1978 y perfeccionada en 1980, mientras ejercía como subsecretario y ministro, respectivamente. Dejó el cargo ministerial el 22 de abril de 1982, y fue designado como embajador de Chile ante la Organización de las Naciones Unidas para la Educación, la Ciencia y la Cultura (Unesco), misión diplomática en la que sirvió hasta el final del régimen en marzo de 1990.
Luego del retorno a la democracia, se ha desempeñado como profesor de derecho procesal en la Pontificia Universidad Católica (PUC). También, en el sector privado ha ejercido como director de bancos, presidente de corredoras de bolsas, y vicepresidente y director de corporaciones educacionales y de universidades. Fue director de la Sociedad 'Vive Sociedad de Leasing Inmobiliario' S. A. Asimismo, se desempeñó como árbitro del Centro de Arbitraje de la Cámara de Comercio de Santiago.
Por otra parte, entre 2012 y marzo de 2015, actuó como abogado integrante de la Corte Suprema de Chile. En el presente, funge como asesor jurídico legal de empresas en áreas corporativas e inmobiliarias, y ejerce su profesión en el estudio jurídico P&D Abogados.